# William Rainey Marshall
William Rainey Marshall (Columbia, 17 ottobre 1825 – Pasadena, 8 gennaio 1896) è stato un politico statunitense. Egli fu il 5º governatore del Minnesota dall'8 gennaio 1866 al 9 gennaio 1870 e fu membro del partito repubblicano. Servì come ufficiale nel Minnesota del 7º Reggimento durante la guerra civile americana (1861-65).
Nel 1849 attraversò il fiume San Croce per stabilirsi a St. Paul, dove svolse l'attività di banchiere. La sua carriera politica iniziò nella prima legislatura del territorio, e la sua fama crebbe quando divenne presidente della Convenzione che fondò il Partito Repubblicano del Minnesota. Fu, oltre che banchiere, produttore di latte, editore di giornali e volontario sia nella guerra civile e sia nella guerra del Dakota del 1862.
Eroe di battaglia, imprenditore di grande esperienza e forza nel partito repubblicano, Marshall vinse nel 1865 e nel 1867 le elezioni come governatoredel Minnesota. Come governatore, sollecitò ripetutamente il passaggio di un emendamento sul suffragio nero. Dopo due fallimenti, l'emendamento fu finalmente adottato e Marshall dichiarò che il "libero giovane Stato del Minnesota," è "ora davvero libero". Durante l'amministrazione di William Marshall, grazie anche alla sua esperienza nella guerra civile, si verificarono crescita e sviluppo: la sua popolazione raddoppiò, raggiungendo i 350.000 abitanti, il chilometraggio ferroviario fu quadruplicato, ed i suoi sforzi commerciali fiorirono.
Dopo aver lasciato l'incarico come governatore, Marshall rimase attivo come avvocato, banchiere e come Commissario di ferrovia. Era socio di uno studio legale con Jude Kerr e Robertson Howard mentre risiedeva a St. Paul, ma successivamente le sue imprese commerciali vacillarono, come la sua salute. Si trasferì in California nel 1894 e vi morì due anni dopo.
La Contea di Marshall nel Minnesota fu così chiamata in suo onore.